# Ali Muhaddis
Ali Muhaddis (persiska: علی میر محدث), född 1949 i Teheran, Iran, är en svensk iranist, universitetsbibliotekarie och handskriftskännare. Han var fram till 2016 verksam vid Handskrifts- och musikenheten vid Uppsala universitetsbibliotek och har gett ut flera uppmärksammade publikationer inom iranistik.